# St. Stephan (Alburg)

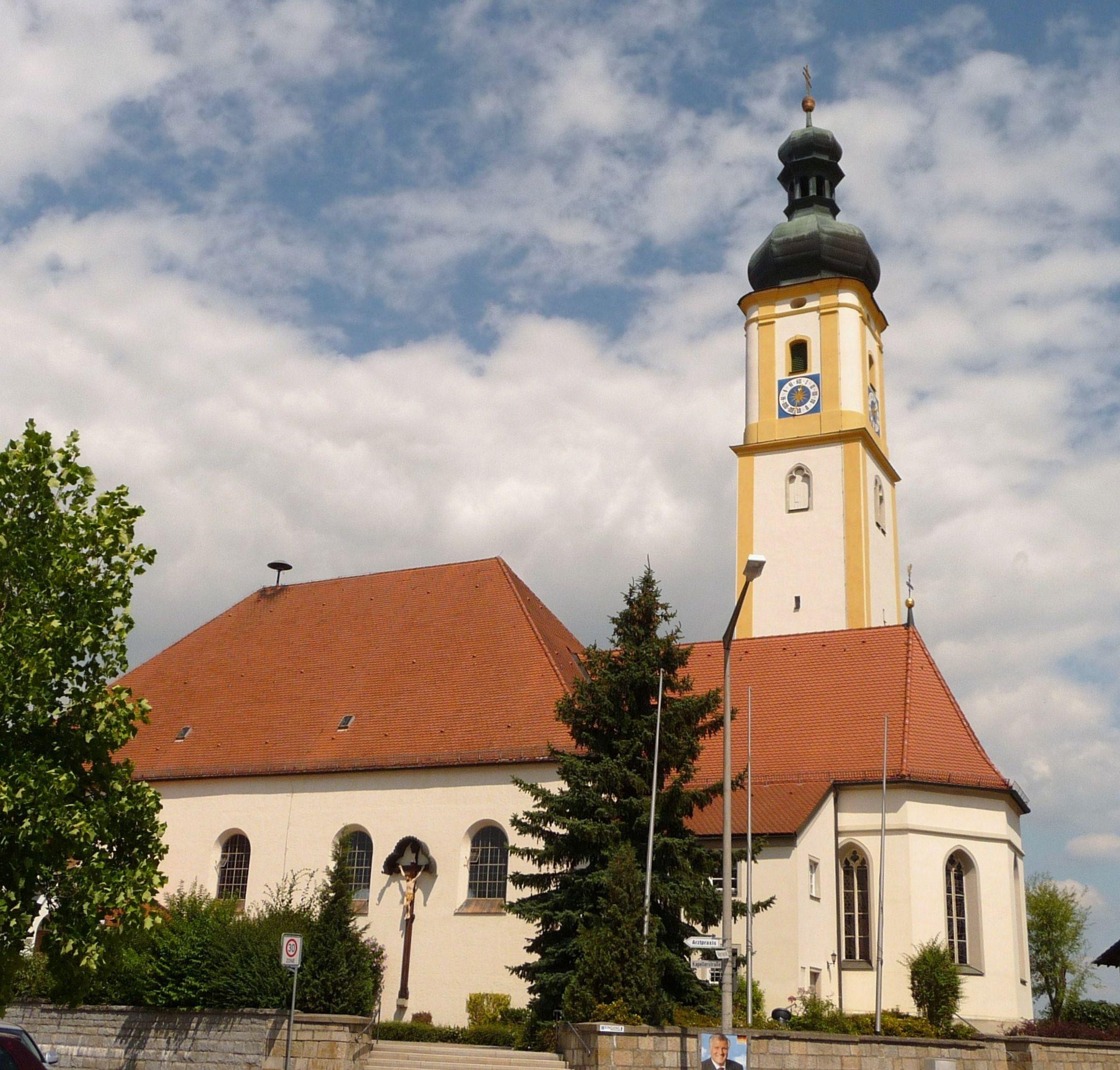
St. Stephan in Alburg

Die römisch-katholische Pfarrkirche St. Stephan steht in Alburg, einem Stadtteil von Straubing in Niederbayern. Sie ist in der Bayerischen Denkmalliste unter der Nr. D-2-63-000-286 eingetragen. Die Kirche gehört zum Dekanat Straubing-Bogen im Bistum Regensburg.

## Beschreibung
Das Langhaus wurde 1957 nach einem Entwurf von Friedrich Haindl erbaut. Von der spätgotischen Saalkirche blieben der eingezogene Chor zu zwei Jochen mit Fünfachtelschluss im Osten und die unteren Geschosse des Chorflankenturms an der Nordwand des Chors erhalten. Im Obergeschoss der Sakristei an der Südwand des Chors befindet sich ein Oratorium. Zwischen 1733 und 1765 wurde der Turm mit einem Geschoss aufgestockt und mit einer Welschen Haube bedeckt.
Das Geläut besteht aus vier Glocken mit den Schlagtönen e1, fis1, gis1 und h1, die älteste 1861 von Anton Spannagl gegossen, die anderen drei 1950 von Anton Gugg in Straubing. In der Laterne der Turmhaube hängt außerdem noch die alte Totenglocke, die aber nicht mehr geläutet wird.
Das Langhaus ist mit einer Flachdecke überspannt, der Chor mit einem Kreuzrippengewölbe.

## Orgel

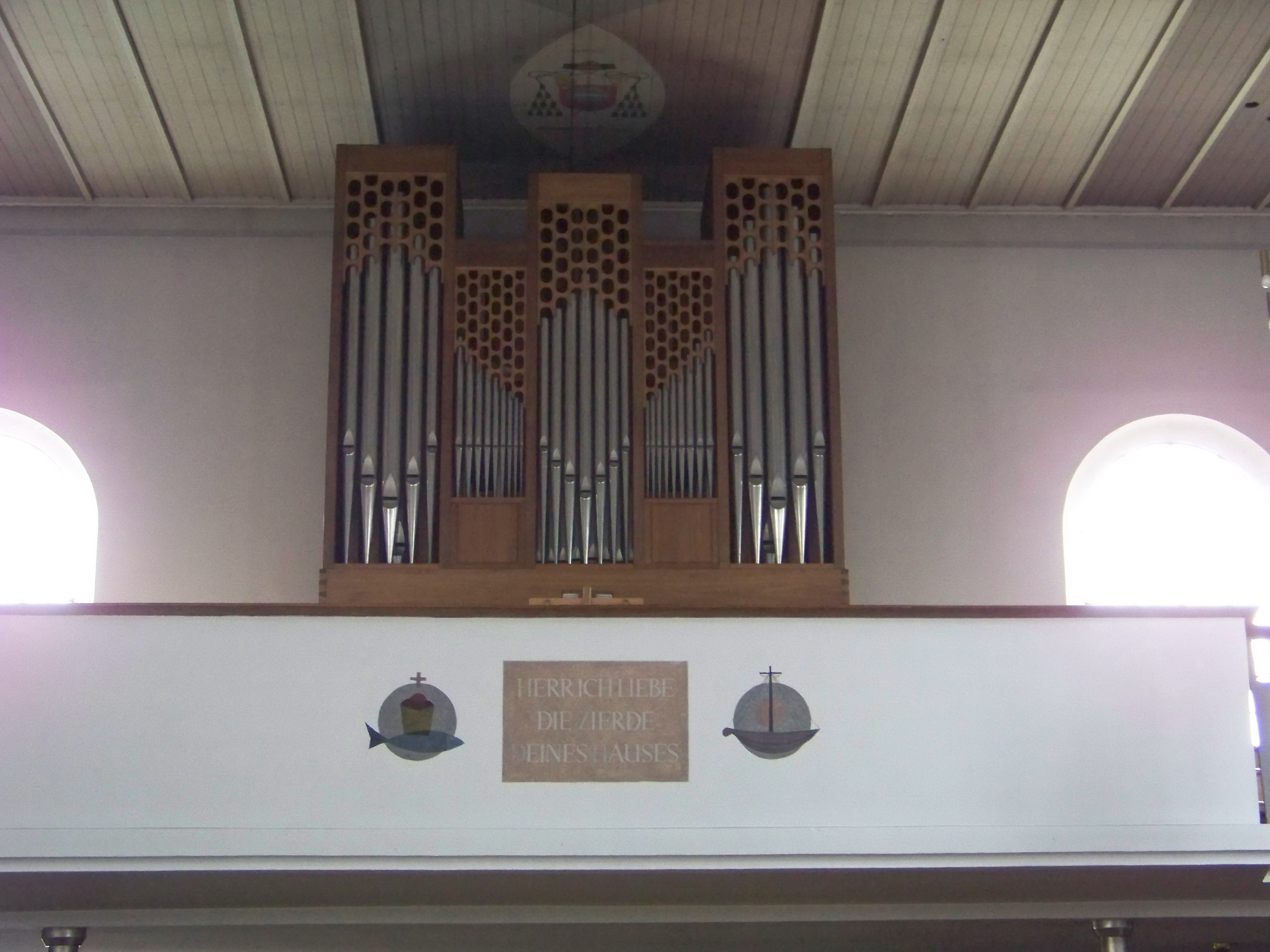
Orgel

Auf der Empore steht eine Orgel, die 1989 von Georg Jann als Opus 161 erbaut wurde. Sie hat 19 klingende Register, verteilt auf zwei Manuale und Pedal. Die Disposition des rein mechanischen Schleifladen-Instruments lautet:
| I Hauptwerk |       |
| Praestant   | 8′    |
| Holzflöte   | 8′    |
| Oktave      | 4′    |
| Gemshorn    | 4′    |
| Schwegel    | 2′    |
| Mixtur IV   | 1 ⁄3′ |
| Trompete    | 8′    |

| II Oberwerk  |       |            |
| Rohrflöte    | 8′    |            |
| Salicional   | 8′    |            |
| Spitzgedackt | 4′    |            |
| Quinte       | 2 ⁄3′ | [ Anm. 1 ] |
| Sesquialtera | 2 ⁄3′ |            |
| Principal    | 2′    |            |
| Oktave       | 1′    | [ Anm. 2 ] |
| Scharff III  | 1′    |            |
| Dulzian      | 8′    |            |
| Tremulant    |       |            |

| Pedal    |       |
| Subbaß   | 16′   |
| Oktavbaß | 8′    |
| Rohrbaß  | 8′    |
| Piffaro  | 4′+2′ |
| Fagott   | 16′   |

- Koppeln: II/I, I/P, II/P

Anmerkungen
1. ↑  Vorabzug aus Sesquialtera
2. ↑  Vorabzug aus Scharff